# Mariama Khan
Mariama Khan (auch Mariama Khan-Sabally; geb. Juli 1977 in Brikama New Town) ist eine gambische Dichterin, Dokumentarfilmerin und Politikerin.

## Familie
Khans Vater Biran Bakary Khan stammte aus dem Senegal aus dem Gebiet Fouta Toro, ihre Mutter Mawuday Saidy aus Gambia. Sie wuchs in Brikama New Town auf. Sie hat zwei Schwestern (Haddy und Yassin) und einen Bruder, Bamba Khan. Sie war mit dem Schriftsteller und Politiker Momodou Sabally verheiratet und hat mit ihm Kinder.

## Leben
Sie besuchte die Grundschule Brikama Primary School und später die St. Joseph’s High School und St. Augustine’s High School in Banjul.
Von 1998 bis 2000 arbeitete sie für die gambische Zeitung The Daily Observer. Sie erwarb 2001 einen Bachelorabschluss in International Development Studies an der Saint Mary’s University Halifax in Kanada. Anschließend machte sie 2006 einen Master in Management of Development am International Training Centre of the International Labour Organization in Turin und der Universität Turin (Italien) sowie 2008 einen Master in Sustainable International Development Studies an der Brandeis University (Massachusetts, USA).
Von 2001 bis 2010 arbeitete in verschiedenen gambischen Ministerien wie dem Finanz- und Wirtschaftsministerium, dem Ministerium für Umwelt und dem Informations- und Kommunikationsministerium.
Von März bis Juni 2010 war sie für rund drei Monate Generalsekretärin und Leiterin des öffentlichen Dienstes (Secretary General and Head of the Civil Service) unter Präsident Yahya Jammeh. Anschließend war sie bis August des Jahres Staatssekretärin (Permanent Secretary) im Personalmanagement des Präsidialamts.
Khan gründete die Documentary Film Initiative (DFI-The Gambia), die junge Filmschaffende unterstützen soll. Dessen Gründung war laut Khan ursprünglich im Rahmen der Etablierung des Makane Kane Center for the Creative Arts als eine Kunstschule geplant. Laut Khan führte ein Konflikt mit dem National Training Authority und Präsident Jammeh dazu, dass sie viel Geld verlor und Gambia verlassen musste.
Mitte Juni 2018 veröffentlichte sie einen offenen Brief an den gambischen Präsidenten Adama Barrow, in dem sie den Polizisten Musa Fatty verteidigte, dem vorgeworfen wurde, einige Tage zuvor in Faraba Banta auf Demonstranten geschossen zu haben.
Seit 2018 arbeitet Khan am Lehman College in New York als Hochschullehrerin.

### Künstlerische Tätigkeiten
Khan ist außerdem als Dichterin, Dokumentarfilmerin und Produzentin tätig.
Als literarische Vorbilder nannte sie 2009 in einem Interview Lenrie Peters, Gabriel Okara, David Diop und Leopold Sedar Senghor.
2014 produzierte sie drei Kurzfilme für das Student Experience Project der University of Edinburgh.

### Werke
- Futa Toro, 2003 (Gedichtsammlung).
- (mit ihrem Bruder Bamba Khan): Juffureh: kissing you with hurting lips, 2004 (Gedichtsammlung).
- (mit Bamba Khan): Proverbs of the SeneGambia
- Indigenous languages: the way to Africa's renaissance (Sachbuch), 2009
- The Gambia-Senegal border : issues in regional integration. Routledge, London 2019, ISBN 978-0-429-42601-8.

### Filme
- The Journey Up The Hill, 2008.
- Sutura: What Judges need to know about rape and justice in Senegal, 2008.
- The Professor, 2008
- Devil’s Waters: Illegal Migration in The Gambia, 2009.
- Facscinala – Divorce and Human rights in Senegal